# Tico – Ein toller Freund
Tico – Ein toller Freund (jap. 七つの海のティコ, Nanatsu no Umi no Tiko, zu dt. „Tico der Sieben Meere“) ist eine japanische Anime-Fernsehserie aus dem Jahr 1994. Sie ist Teil der Reihe World Masterpiece Theater und basiert anders als viele der Reihe nicht auf einem Jugendbuchklassiker. Die Geschichten wurden von Akira Hiro für die Fernsehproduktion geschrieben. Der Anime ist in das Genre Abenteuer einzuordnen und wurde in viele Sprachen übersetzt, unter anderem auch ins Deutsche.

## Handlung
Das kleine Mädchen Nanami Simpson lebt zusammen mit ihrem Vater Scott auf dem Forschungsschiff Peperoncino. Ihre Mutter verstarb, als Nanami noch sehr klein war, und sie wird nun von ihrem Vater aufgezogen. Ziel der Reise ist die Erkundung des Meeres und die Suche nach einem leuchtenden Wal, der eine wichtige Rolle in der Entwicklung des Lebens gespielt haben soll. Schiffsführer ist der raubeinige Sizilianer Al (Alfonso), der auch Pilot der Tauchkugel ist, mit der das Team unter Wasser Proben sammelt. Im Laufe der Serie gesellen sich zu den Dreien die reiche englische Studentin Cheryl Melville, ihr Butler James sowie der amerikanische Computerfan Thomas Leconte, der ungefähr in Nanamis Alter ist. Thomas’ Vater ist ein alter Bekannter und Kollege von Scott.
Trotz ihres jungen Alters ist Nanami eine ausgezeichnete Apnoe-Taucherin. Für Außenstehende wirkt es, als könnte sie unter Wasser atmen, Sie ist mit Orka-Weibchen Tico befreundet und zusammen erleben sie eine Reihe an Abenteuern.

## Produktion und Veröffentlichung
Die Serie wurde 1994 in Japan produziert. Dabei entstanden 39 Folgen. Für die Produktion war Nippon Animation verantwortlich, für das Akira Hiro die Geschichte schrieb. Regie führte Jun Takagi und die künstlerische Leitung lag bei Shigeru Morimoto. Die Designs entwarfen Satoko Morikawa und Kazue Itō.
Erstmals ausgestrahlt wurde die Serie am 16. Januar 1994 auf dem japanischen Fernsehsender Fuji TV. Folge 31 wurde nicht im Fernsehen gezeigt, war aber in der Veröffentlichung auf Laserdisk enthalten. Die deutsche Erstausstrahlung erfolgte 1998 in der Fernsehsendung Vampy auf RTL 2. Der Anime wurde auch ins Englische, Französische, Spanische, Italienische, Chinesische und Tagalog übersetzt und im Fernsehen ausgestrahlt.

### Episodenliste
Die Schreibung der Episodentitel orientiert sich an der Orthografie der zu Beginn der Folgen eingeblendeten Schriftzüge.
| Folge | Titel                        | Japanische Erstausstrahlung | Deutsche Erstausstrahlung |
| ----- | ---------------------------- | --------------------------- | ------------------------- |
| 1     | Jagd auf den weißen Hai      | 16. Januar 1994             | 11. Februar 1998          |
| 2     | Der Piratenschatz            | 30. Januar 1994             | 12. Februar 1998          |
| 3     | Rettung in letzter Sekunde   | 6. Februar 1994             | 13. Februar 1998          |
| 4     | Volle Kraft voraus!          | 13. Februar 1994            | 16. Februar 1998          |
| 5     | Nanami in Gefangenschaft     | 20. Februar 1994            | 17. Februar 1998          |
| 6     | Der Blauwal                  | 27. Februar 1994            | 18. Februar 1998          |
| 7     | Thomas in großer Gefahr      | 6. März 1994                | 19. Februar 1998          |
| 8     | Al auf Schatzsuche           | 13. März 1994               | 20. Februar 1998          |
| 9     | Das Geheimnis des Schatzes   | 20. März 1994               | 23. Februar 1998          |
| 10    | Tico auf dem Landweg         | 17. April 1994              | 24. Februar 1998          |
| 11    | Die Kreuzfahrt               | 24. April 1994              | 25. Februar 1998          |
| 12    | Eine neue Familie für Nanami | 1. Mai 1994                 | 26. Februar 1998          |
| 13    | Ein harter Tag für Thomas    | 8. Mai 1994                 | 27. Februar 1998          |
| 14    | Heimweh nach Sizilien        | 15. Mai 1994                | 2. März 1998              |
| 15    | Inselparadies in Not         | 22. Mai 1994                | 3. März 1998              |
| 16    | Tico wird Mutter             | 29. Mai 1994                | 4. März 1998              |
| 17    | Ein Baby namens Junior       | 5. Juni 1994                | 5. März 1998              |
| 18    | Ein Ehemann für Cheryl       | 12. Juni 1994               | 6. März 1998              |
| 19    | Panik auf der Bohrinsel      | 19. Juni 1994               | 9. März 1998              |
| 20    | Juniors Eifersucht           | 26. Juni 1994               | 10. März 1998             |
| 21    | Hilfe von den Eskimos        | 3. Juli 1994                | 11. März 1998             |
| 22    | Der Leuchtwal                | 17. Juli 1994               | 12. März 1998             |
| 23    | Tico stirbt                  | 7. August 1994              | 13. März 1998             |
| 24    | Trauer um Tico               | 14. August 1994             | 16. März 1998             |
| 25    | Abenteuer in Japan           | 21. August 1994             | 17. März 1998             |
| 26    | Die Erinnerung kommt wieder  | 28. August 1994             | 18. März 1998             |
| 27    | Das Geisterschiff            | 4. September 1994           | 19. März 1998             |
| 28    | Der Oktopus                  | 11. September 1994          | 20. März 1998             |
| 29    | Insel der Schmetterlinge     | 18. September 1994          | 23. März 1998             |
| 30    | Das Wunder-Ei                | 16. Oktober 1994            | 24. März 1998             |
| 31    | Zu zweit auf einer Insel     | 23. Oktober 1994            | 25. März 1998             |
| 32    | Ein seltsamer Fisch          | 30. Oktober 1994            | 26. März 1998             |
| 33    | Das leuchtende Ungeheuer     | 6. November 1994            | 27. März 1998             |
| 34    | Hißt die Segel!              | 13. November 1994           | 30. März 1998             |
| 35    | Dem Ziel so nahe             | 20. November 1994           | 31. März 1998             |
| 36    | Jagd nach dem Leuchtjuwel    | 27. November 1994           | 1. April 1998             |
| 37    | Kriminelle Forschung         | 4. Dezember 1994            | 2. April 1998             |
| 38    | Kampf der Tiere              | 11. Dezember 1994           | 3. April 1998             |
| 39    | Die Stimme des Lebens        | 18. Dezember 1994           | 6. April 1998             |

### Synchronisation
Die deutsche Fassung entstand bei Synch! Synch! Kino- & TV-Synchronisation.
| Rolle          | japanischer Sprecher (Seiyū) | deutscher Sprecher |
| -------------- | ---------------------------- | ------------------ |
| Nanami         | Megumi Hayashibara           | Saskia Bellahn     |
| Scott          | Shūichi Ikeda                | Eberhard Haar      |
| Alphonso       | Kenichi Ogata                | Peter Heinrich     |
| Cheryl         | Yūko Mizutani                | Tina Eschmann      |
| Thomas Leconte | Rokuro Naya                  | Tobias Pippig      |
| James          | Hiroshi Masuoka              | Manfred Reddemann  |

### Musik
Das Titellied mit dem Namen Sea Loves You sowie das Ending mit dem Titel Twinkle Talk wurde im Original von Mayumi Shinozuka gesungen. Den Soundtrack komponierte Hibiki Mikazu. Die Musik der Serie erschien auch komplett auf CD unter dem Titel Tico of Seven Seas Music Collection.

## Merchandise
Neben der CD mit der Filmmusik erschienen zur Serie auch sogenannte „Idol Cards“ – laminierte Bildkarten mit den Figuren aus der Serie – und ein Artbook. Das 1994 in Japan erschienene Buch stellt die Charaktere vor, enthält einen Episodenführer, Skizzen der Figuren und Schauplätze sowie Interviews mit den japanischen Sprechern.

## Rezeption
In der Anime Encyclopedia wird die „charmante Kinderserie“ gelobt für ihre wunderschönen Designs und die Geschichte aus Abenteuer und ökologischer Botschaft. Auch die deutsche Zeitschrift Animania empfiehlt die Serie, deren Handlung eine Mischung aus Freundschaft, Mystery, Kampf gegen Verbrecher und korrupte Wissenschaftler biete. Auch erstaunlich viel Action und Spannung werde geboten.